# Anisogomphus koxingai
Anisogomphus koxingai är en trollsländeart som beskrevs av Chao 1954. Anisogomphus koxingai ingår i släktet Anisogomphus och familjen flodtrollsländor. Inga underarter finns listade i Catalogue of Life.